# Pancrace Bessa
Pancrace Bessa ( 1772 – 1846) fue un naturalista, artista de historia natural francés, muy conocido por sus ilustraciones botánicas. Bessa fue estudiante y aprendiz del gran grabador Gerard van Spaendonck y trabajó mucho tiempo con Pierre-Joseph Redouté, algunas de cuyas influencias se muestra en el tratamiento detallado y delicado que Bessa hacía de sus objetos. Fue un expositor regular en los Salones de París entre 1806 y 1831.
Sus objetos favoritos fueron frutas y flores, con ocasionales digresiones a aves y mamíferos. En 1816, la Duquesa de Berry, cuñada del rey Carlos X de Francia, extendió su patronazgo a él, lo que le llevó a dar clases de pintura a la familia de Berry. Sus conexiones con el arte lo hicieron trabajar con Las muy ricas horas del Duque de Berry. Bessa también trabajó en las "Reales Colecciones Francesas de acuarelas, sobre pergamino : Velins du Roi from 1823 until his death.
A principios del siglo XIX: Bessa, Redouté, Prévost, Lancelot Théodore Turpin de Crissé, y Madame Vincent ponen a Francia en la preeminencia del género de la pintura botánica. Bessa desarrolló un uso magistral de la técnica de grabado punteado, una parte esencial de la impresión en color. Bessa y Redouté colaboraron en la Histoire des Arbres Forestiers de L'Amerique Septentrionale, que aparecería entre 1810 a 1813, preparando 572 acuarelas para L'Herbier Général de L'Amateur de Mordant de Launey y de Loiseleur Longchamp, aparecido entre 1810 a 1826. La Description des Plantes cultivees a Malmaison a Navarre usó nueve ilustraciones de Bessa, y 54 de Redouté.
Publica en 1821 una “Histoire des Tulipes“ para, más tarde, una “Histoire des Roses“. Su obra final fue Flore des Jardiniers, publicada en 1836.
- La abreviatura «Bessa» se emplea para indicar a Pancrace Bessa como autoridad en la descripción y clasificación científica de los vegetales.[4]

## Galería

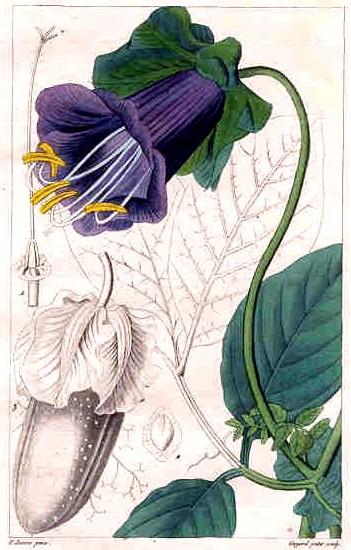
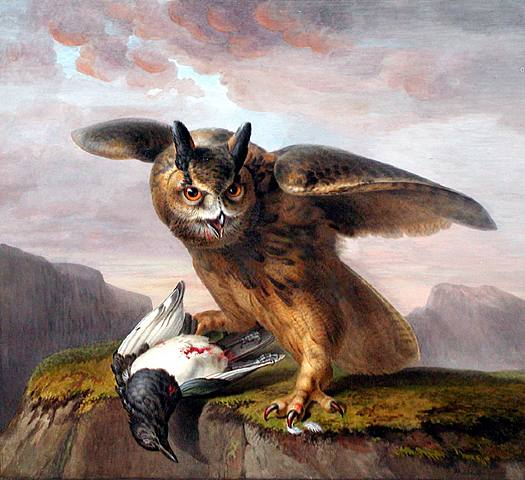
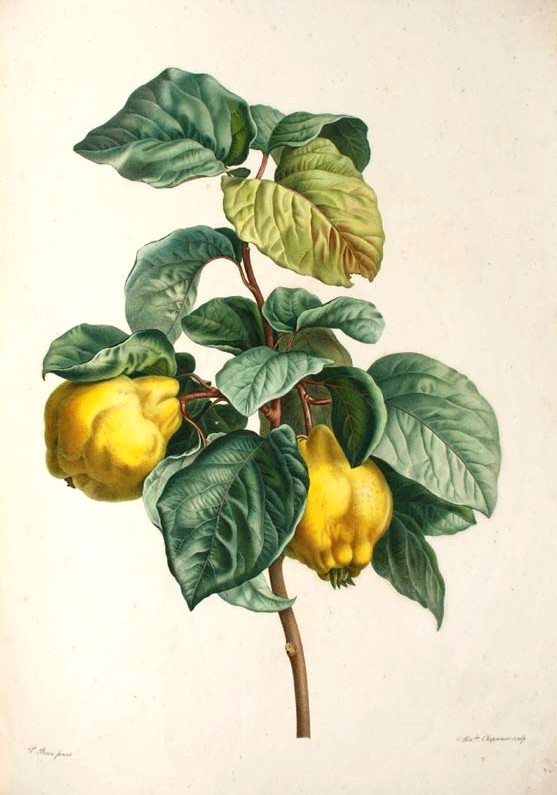